# Scaphander lignarius
Scaphander lignarius är en snäckart som först beskrevs av Carl von Linné 1767.  Scaphander lignarius ingår i släktet Scaphander och familjen Cylichnidae. Arten är reproducerande i Sverige. Inga underarter finns listade i Catalogue of Life.